# Harper (rivière)
Pour les articles homonymes, voir Harper.
La rivière Harper (en anglais : Harper River) est un cours d’eau situé dans l’Île du Sud de la Nouvelle-Zélande.

## Géographie
C’est un affluent de la rivière  Wilberforce, qui elle même s’écoule dans la rivière Rakaia dans la région de Canterbury.  Elle est localisée dans les Alpes du Sud. Elle prend naissance au niveau d’un col et les sources de la rivière Harper font partie du bassin hydrographique du fleuve Waimakariri. Un des plus réputés des chemins de randonnées de la région de Canterbury entre dans « East Harper » via « Cass Saddle » et en ressort via « Lagoon Saddle » à la partie supérieure de la « West Harper ».
Les eaux de la rivière Harper et de son affluent majeu , la rivière Avoca, sont canalisées vers le lac Coleridge via une structure connue comme la « Harper Diversion « qui fut construite en 1921 dans le cadre d'un projet d’équipement d’énergie hydroélectrique.
Le bassin hydrologique de la rivière ‘ Harper / Avoca “ a été le site de nombres de recherches en  écologie depuis 1950. Il est bien desservi par des refuges situés aux cols de Lagoon et de Cass, le West Harper, 'Hamilton Hut' à la confluence des deux branches de la rivière Harper, 'Avoca Hut' au niveau des sources de la rivière Avoca, et deux refuges à 'Back Basins Creek' : un petit refuge pour deux personnes à Back Basins Creek proprement dit et surtout un refuge plus large, qui peut être loué à 'Glenthorne Station', près  de la confluence des rivières Avoca et Harper. La rivière Harper fut bien documentée par les premiers explorateurs européens, notamment Julius von Haast et Samuel Butler.